# Bolívar (Monagas)
Pour les articles homonymes, voir Bolívar.
Bolívar est l'une des treize municipalités de l'État de Monagas au Venezuela. Son chef-lieu est Caripito. En 2011, la population s'élève à 38 648 habitants.

## Géographie

### Subdivisions
Selon l'Institut national de statistique et contrairement à la plupart des municipalités du pays, la municipalité de Bolívar ne comporte aucune paroisse civile.